# Benito Juárez
Pour les articles homonymes, voir Juárez et Benito Juárez (homonymie).
Benito Juárez García, né le 21 mars 1806 à San Pablo de Guelatao, Intendance de Antequera de Oaxaca (actuellement Guelatao de Juárez (es)) en Nouvelle-Espagne et mort le 18 juillet 1872 à Mexico, est un homme politique mexicain qui fut président de la république du Mexique, à plusieurs reprises, entre 1858 et 1871.
Orphelin issu d'une famille indigène zapotèque pauvre et rurale, il se rend à douze ans dans la ville d'Oaxaca pour étudier. Il s'élève socialement en devenant séminariste, étudiant en droit, puis juge. Il épouse une femme issue de la bourgeoisie d'Oaxaca, Margarita Maza (es). Il se considérait avant tout comme un libéral et n’écrivit que brièvement sur son ascendance autochtone.
En 1858, à la tête de la Cour suprême, il soutient le parti libéral à la suite de la succession prévue par la Constitution de 1857, lorsque le président modéré Ignacio Comonfort fut contraint de démissionner par les conservateurs. Juárez prit la tête du camp libéral et fut élu président du gouvernement. Les conservateurs, opposés à la réforme libérale, firent sécession après le départ de Comonfort et élurent un autre président du gouvernement en opposition à Juárez et au camp libéral, déclenchant ainsi la guerre civile de la réforme (1858 – 1860). Juárez remporte finalement la lutte entre libéraux et conservateurs, et est reconnu comme président du pays tout entier après la déposition du président conservateur José Ignacio Pavón, en juillet 1861.
Après cette victoire, il assiste à l'expédition française (1862-67), soutenue par les conservateurs mexicains qui désirent prendre leur revanche. N'abandonnant jamais ses fonctions bien que contraint à l'exil dans des zones du Mexique non contrôlées par les Français, Juárez lia le libéralisme au nationalisme mexicain et affirma qu'il était le chef légitime de l'État, même après son renversement en tant que président de la République par les conservateurs en avril 1862, au profit du général Almonte, qui exerce la régence jusqu'à l'instauration du Second Empire. Juárez prend les armes et refuse de reconnaître l'empereur Maximilien Ier.
Durant le second Empire mexicain, soutenu par les Français, la République mexicaine et ses institutions n'ont jamais cessé d'exister, Juárez et son gouvernement n'ont jamais quitté le pays.
Après la chute de l'Empire, Juárez conserva les pouvoirs de la Nation et la République sur le territoire national durant cette période et employa des mesures libérales pour moderniser le pays.
Devenu « un symbole éminent du nationalisme mexicain et de sa résistance à l'intervention étrangère », Juárez fut un politicien pragmatique et compétent, controversé de son vivant et au-delà. Comprenant l’importance d’une relation de travail avec les États-Unis, il s’était assuré de la reconnaissance de son gouvernement libéral pendant la guerre de la réforme. Bien que beaucoup de ses positions aient changé au cours de sa vie politique, il s'est tenu à plusieurs principes, notamment la suprématie du pouvoir civil sur l’Église catholique et une partie de l’armée, ainsi que le respect de la loi et la dépersonnalisation de la vie politique. De son vivant, il a cherché à renforcer le gouvernement national et à affirmer la suprématie du pouvoir central sur les États, une position à laquelle s'opposaient les libéraux radicaux et provinciaux. Benito Juárez a fait l’objet d’attaques polémiques de son vivant et au-delà. Cependant, la mémoire historique mexicaine le reconnaît comme un héros national majeur.
Son anniversaire, le 21 mars, est un jour férié au Mexique. Il est le seul Mexicain à être honoré de cette façon.

## Biographie

### Premières années

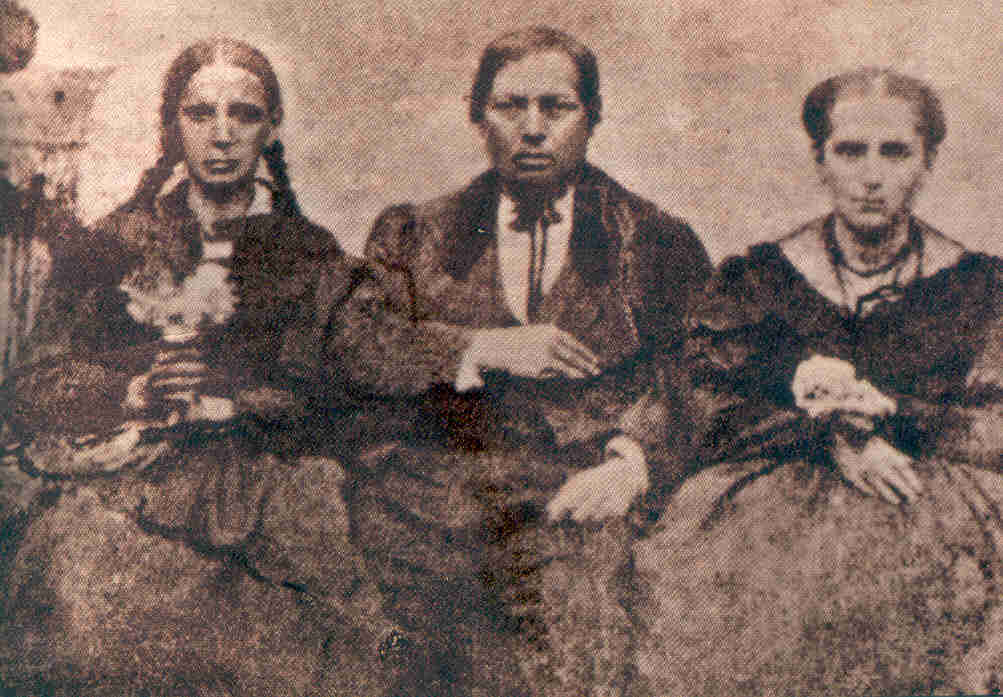
Juárez avec sa sœur (à gauche) et sa femme Margarita.

Indigène zapotèque, Benito Juárez est né au village de San Pablo de Guelatao renommé en son honneur Guelatao de Juárez (es), dans la région connue aujourd'hui sous le nom de Sierra Juárez, dans l'État de Oaxaca.
Ses parents étaient paysans et moururent lorsqu'il était âgé de trois ans. Il fut ensuite ouvrier agricole et berger jusqu'à douze ans, quand il partit le 18 décembre 1818 à Oaxaca dans le but d'étudier et d'obtenir un meilleur niveau de vie, alors qu'il ne savait ni lire, ni écrire et qu'il ne parlait pas le castillan mais uniquement le zapotèque.
À Oaxaca, il avait une sœur qui travaillait comme cuisinière, qui le reçut et lui trouva un travail de domestique. Un prêtre franciscain, nommé Antonio Salanueva, fut impressionné par l'intelligence du jeune garçon et sa facilité d'apprentissage. Il l'aida à intégrer le séminaire de la ville, dans laquelle il commença ses études et se dédia plus au droit qu'à la théologie.
En 1843, alors qu'il était dans la trentaine, Benito épousa Margarita Maza, fille du protecteur de sa sœur. La famille était d'origine européenne et faisait partie de la société respectable d'Oaxaca. Avec son mariage, Juárez acquit un statut social. Margarita Maza accepta sa proposition et déclara à propos de Juárez : « Il est très simple, mais très bon. » Leur mariage ethnique mixte était historiquement inhabituel, mais n'était pas souvent mentionné dans les biographies standard. Leur mariage dura jusqu'à sa mort d'un cancer en 1871. Juárez et Maza ont eu douze enfants ensemble, dont cinq sont décédés dans leur petite enfance. Juárez a également eu deux enfants avec Juana Rosa Chagoya avant son mariage : Tereso, qui était proche de Juárez pendant son expatriation et a combattu pendant la guerre de Réforme, et Susana, qui a été adoptée et qui a assisté à la mort de sa belle-mère. Les restes de sa femme sont enterrés dans le mausolée de Juárez à Mexico.

### Carrière politique
Gouverneur de l'État d'Oaxaca en 1847, Juárez se distingua pour ses mesures progressistes : reconstruction du palais du gouvernement, amélioration des routes, établissement d'une carte de l'État et d'un plan de la ville d'Oaxaca, réorganisation de la garde nationale et rétablissement des finances publiques. Avec le retour au pouvoir d'Antonio López de Santa Anna, de nombreux libéraux furent exilés, lui-même s'enfuit à La Nouvelle-Orléans. À la chute de Santa Anna, et pendant le gouvernement de Juan Álvarez, Juárez fut nommé ministre de la Justice et de l'Instruction publique. Il fit proclamer les lois sur l'administration de la justice et de l'organisation de tribunaux de la nation, du district et territoires (loi Juárez) qui abolissait les fueros, privilèges qu'avaient les militaires et le clergé sur les autres citoyens. Nommé à nouveau gouverneur d'Oaxaca, il convoqua des élections et fut réélu.
Juárez proclama à Oaxaca la Constitution de 1857 ; il fut nommé la même année ministro de Gobernacion et plus tard président de la Cour suprême de justice pendant le gouvernement de Comonfort. Le 4 mai 1858, Juárez arriva à Veracruz, où le gouvernement de Manuel Gutiérrez Zamora était affecté au général Ignacio de la Llave. Sa femme et ses enfants l'attendaient sur le quai du port de Veracruz, ainsi qu'une grande partie de la population qui avait inondé la jetée pour le saluer. Juárez vécut plusieurs mois sans incident inattendu, jusqu'à l'attaque de Miguel Miramón, général conservateur, qui retrouva finalement le port et se dirigea vers celui-ci le 30 mars 1859. Le 6 avril, Juárez reçoit un représentant diplomatique du gouvernement des États-Unis, Robert Milligan McLane.
Un traité entre les gouvernements conservateur et libéral, le traité McLane-Ocampo, fut signé en décembre 1859, bien que le président américain James Buchanan n'ait pas été en mesure d'obtenir la ratification du traité par le Congrès américain. Néanmoins, l'aide reçue permit aux libéraux de vaincre l'avantage militaire initial des conservateurs. Le gouvernement de Juárez défendit avec succès deux fois l'assaut de Veracruz en 1860 et reprit la ville de Mexico le 1er janvier 1861.

### Guerre de Réforme

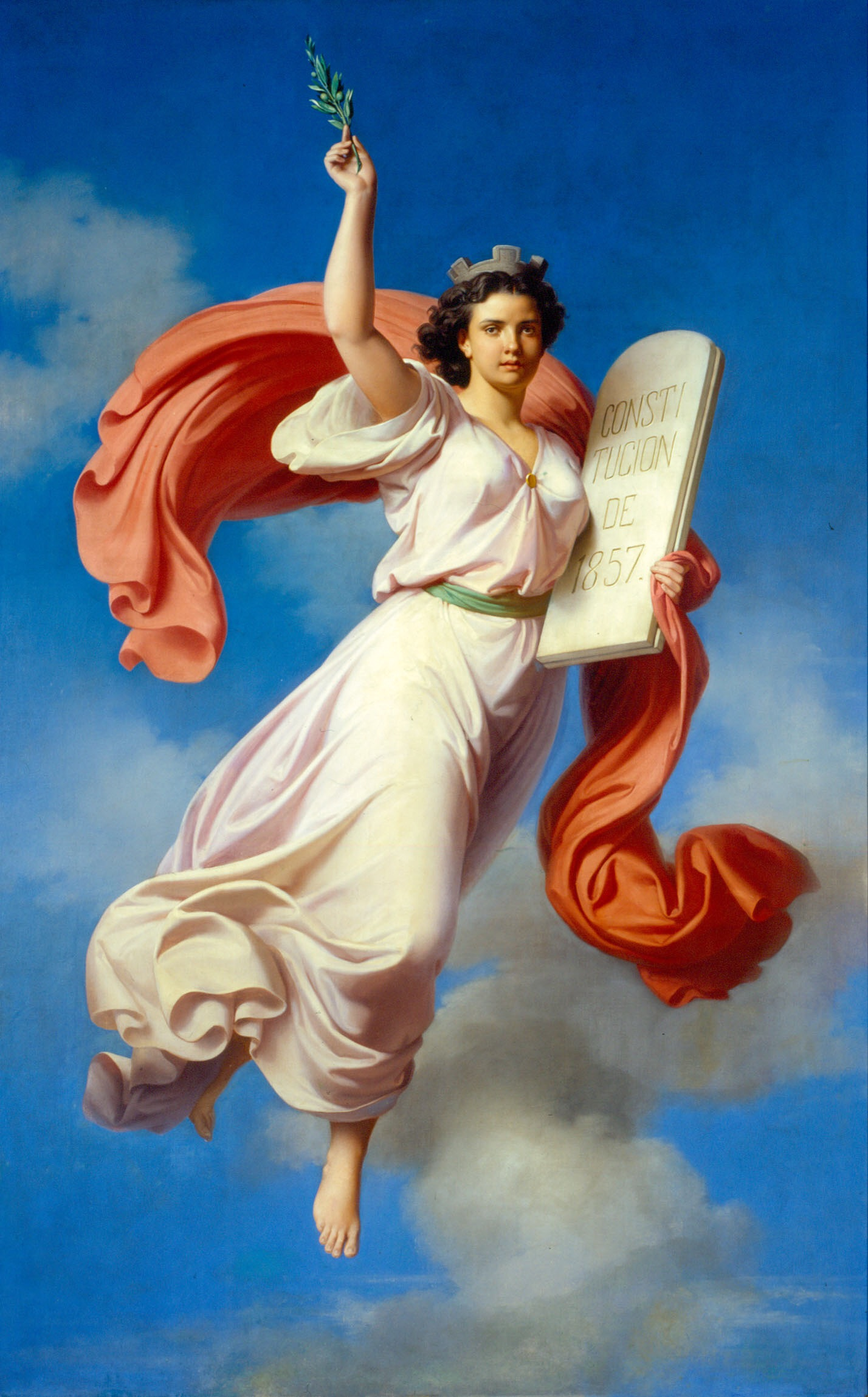
Allégorie de la Constitution de 1857 montre, suspendue dans un ciel intemporel l'incarnation féminine de la Constitution de 1857 portant les Tables de la nouvelle Loi Oeuvre de Petronilo Monroy (1869)

Il accède à la présidence en 1858, mais ne parvient pas à maîtriser la dette extérieure du pays. Une crise politique éclate et divise les classes dirigeantes. De retour au pouvoir en 1861, Juárez suspend les paiements aux créanciers européens de l'État mexicain et harcèle les étrangers qui y résident. Au vu de cette instabilité, Napoléon III décèle l'occasion de mettre en place outre-Atlantique un régime politique qui soit favorable aux intérêts de l'empire français et du catholicisme au moment où les États-Unis d'Amérique sont empêtrés dans la guerre de Sécession. Cela éviterait qu'à terme les États-Unis d'Amérique étendent leur mainmise sur l'isthme de Panama ou qu'à la suite de la ruée vers l'or californien, ils s'intéressent aux gisements d'argent du nord-ouest du Mexique.
L'empereur escompte que grâce à un rapprochement avec ce pays « nous aurons rétabli notre influence bienfaisante au centre de l'Amérique, et cette influence, en créant des débouchés immenses à notre commerce, nous procurera les matières indispensables pour notre industrie ». Le modèle qu'offrirait aux précaires républiques d'Amérique latine une monarchie catholique prospère établie au Mexique les gagnerait bientôt par contagion, créant ainsi un contrepoids à la sphère protestante. Des opposants au régime de Benito Juárez réfugiés en France ont en effet donné à croire au chef de l'État que le peuple mexicain abhorre le régime républicain et appelle un souverain de ses vœux. « Il est contraire à mes intérêts, à mon origine et à mes principes d'imposer un gouvernement quelconque au peuple mexicain, qu'il choisisse en toute liberté la forme qui lui convient, je ne lui demande que la sincérité dans ses relations extérieures, je ne désire qu'une chose, c'est le bonheur et l'indépendance de ce beau pays sous un gouvernement stable et régulier »,.

## Première présidence (1861-1862)

### Fin de la guerre et réunification du Mexique

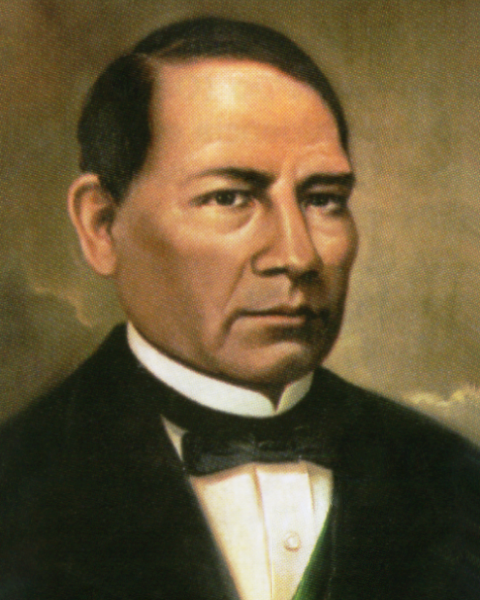
Benito Juárez.

Juárez ne reconnut plus la Constitution de 1857 et, après un coup d'État, ce dernier fut emprisonné avec d'autres libéraux. Il fut libéré le 11 janvier 1858 et devint président de la République à Guanajuato. Il expédia alors les lois dites de  Réforme  qui assuraient l'indépendance de l'État vis-à-vis de l'Église, la loi sur le mariage civil et sur le registre civil, celle des cimetières et la nationalisation des biens de l'Église[lire en ligne].
En 1859, son gouvernement signa avec des représentants des États-Unis le traité McLane-Ocampo, en échange de 4 millions de dollars concédant des droits de passage perpétuels sur le territoire mexicain, ce traité ne fut jamais avalisé par le Sénat des États-Unis En 1860, Juárez entra dans la ville de Mexico et fut désigné de nouveau président en 1861. Pendant cette période, devant une situation financière grave à cause de la guerre civile, il décida de suspendre le 17 juillet 1861 le paiement de la dette extérieure, ce qui causa les protestations de la France, de l'Espagne et du Royaume-Uni. Cette décision entraîna l'invasion française, autrichienne, anglaise et espagnole, avec le soutien des conservateurs et de l'Église catholique, défaits par la guerre de Réforme. S'ensuivit la proclamation de l'archiduc Maximilien d'Autriche (époux de Charlotte de Belgique) comme empereur du Mexique.
Juárez est l'auteur de la loi dite « mortuaire » du 25 janvier 1862 contre les traîtres à la patrie.Cette loi ne prévoyait que deux peines : huit ans de prison ou la mort . Elle fut rétablie pendant la guerre civile mexicaine par Venustiano Carranza .
Juárez assuma la présidence de la république (1858) et promulgua les Lois de Réforme un an plus tard. Ces lois constituent encore la base de l'État mexicain moderne : confiscation des biens du clergé et vente de terres de l'Église, séparation de l'Église et de l'État, fin de la reconnaissance des biens collectifs appartenant aux villages. 
Son gouvernement eut cependant le temps de promulguer plusieurs lois : lois de désamortisation des biens de mainmorte ou de corporations civile et ecclésiastiques connue sous le nom de loi Lerdo (es) en 1856. Cette loi ordonnait de vendre à leurs locataires les biens que l'Église catholique leur louait.
En 1859 et 1860 furent promulguées plusieurs lois :
- loi de nationalisation des biens ecclésiastiques : suppression des ordres religieux, les livres et œuvres d'art en possession de l'Église passent en mains publiques ;
- loi du mariage civil et contrat de mariage civil sans intervention du clergé ;
- loi du registre civil. Les statistiques, le contrôle de la population, les registres des naissances et des décès passent sous contrôle exclusif de l'État ;
- loi de sécularisation des cimetières, interdiction d'enterrer quiconque dans une église ;
- loi de liberté des cultes.

### L'Expédition française

Expédition française au Mexique.

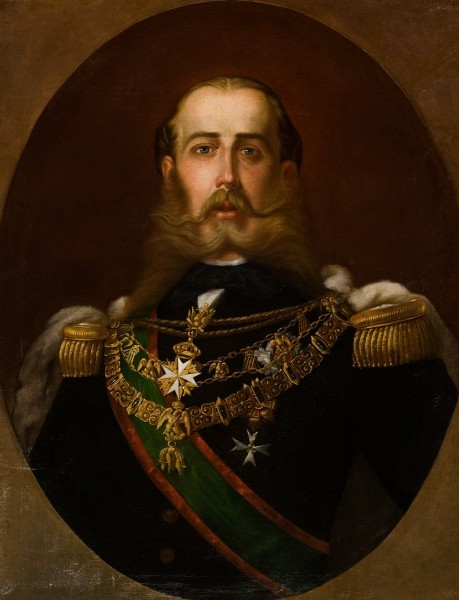
Portrait de l'empereur Maximilien Ier du Mexique.

Les rivalités politiques divisaient les classes dirigeantes. De plus, depuis l’indépendance, le Mexique était en proie à une instabilité qui usait financièrement le pays. L’opportunité était belle pour un pays puissant comme la France d’y installer un régime à sa solde et d’en récolter les fruits.
La solution, selon l'empereur des Français Napoléon III, était de mettre fin au désordre politique régnant et d'y instaurer un empire. Une fois l’ordre rétabli, le progrès serait au rendez-vous et le Mexique deviendrait le premier pays industrialisé d’Amérique latine. Devenu terre d'élection, il attirerait des milliers de colons et verrait l'urbanisation s'intensifier. Des milliers d’Italiens, d’Irlandais, de Grecs, de ressortissants de tous les pays en difficulté viendraient y résider et concurrencer les États-Unis comme choix de destination des migrants. De plus, en choisissant un prince autrichien, Napoléon III compensait diplomatiquement son engagement récent en Italie.[réf. nécessaire]
Ce plan, qui pouvait contrebalancer en Amérique la puissance des États-Unis en créant un empire catholique allié à la France, fut notamment soutenu par Eugène Rouher, lequel en parlait comme de « la plus grande pensée du règne », sans cependant avoir consulté les Mexicains, pourtant les premiers intéressés.
Les conditions géopolitiques étaient excellentes en 1861 : les dettes du Mexique et l'attitude du gouvernement libéral de Juárez qui entamait son deuxième mandat (du 15 juillet 1861 au 19 juin 1867) fournissaient des prétextes tout trouvés pour une intervention française « légitime ». En outre, l'intervention américaine était exclue, la guerre de Sécession battant alors son plein (voir France dans la guerre de Sécession).
L'archiduc Maximilien d'Autriche, frère cadet de l'empereur d'Autriche François-Joseph, âgé de 32 ans — qui passait pour être le fils naturel du duc de Reichstadt — accepte le trône impérial du Mexique que lui proposent les conservateurs mexicains, en accord avec Napoléon III qui, en échange, promet de les soutenir militairement.

## Second Empire et guerre civile

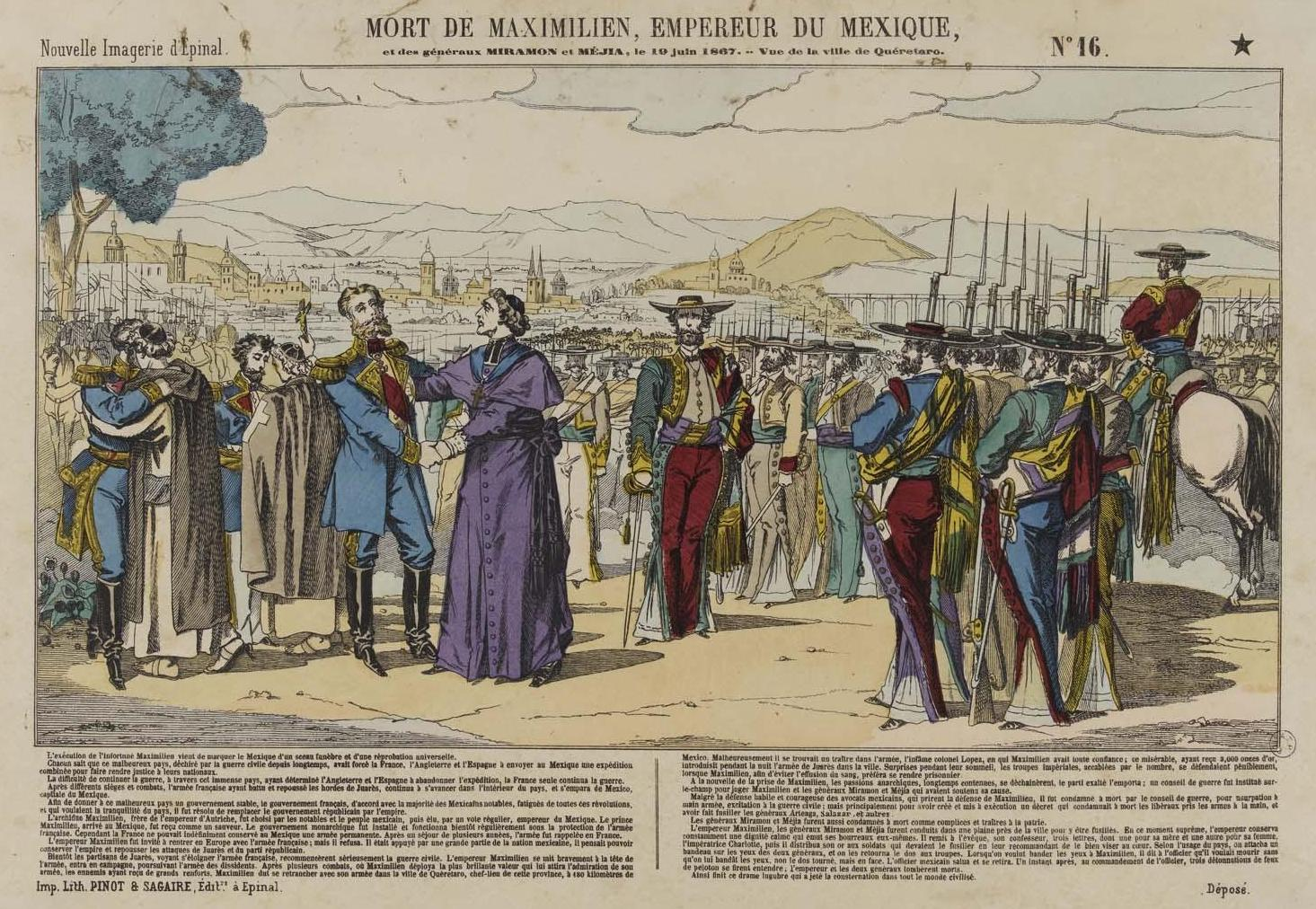
L'exécution de Maximilien, le 19 juin 1867. Représentation imaginaire.

Alors que le Royaume-Uni et l'Espagne se contentent finalement d'un compromis, l'armée française, après avoir débarqué à Veracruz, monte jusqu'à Orizaba, puis jusqu'à Puebla qu'elle tente de prendre d'assaut. Elle est repoussée le 5 mai 1862. Cette victoire est célébrée, à présent, chaque année au Mexique comme le Cinco de Mayo. L'année suivante, grâce à de nouveaux renforts, le général Forey s'empare de Puebla, et finalement occupe Mexico. Mais déjà Benito Juárez organise la défense dans le Nord.
Le 24 mai 1864, le nouvel empereur Maximilien Ier débarque à Veracruz avec son épouse, l'impératrice Charlotte, sous la protection des troupes françaises. Aveuglés par le faste de leur mission, Maximilien et Charlotte ne réalisèrent pas immédiatement qu'ils entraient dans le processus aléatoire d'une guerre de conquête. Bien que libéral, Maximilien restait un membre de la maison de Habsbourg-Lorraine, un descendant de l'empereur et roi Charles Quint : pétri d'étiquette et persuadé de ses dons politiques, il se heurta à une réalité mexicaine dont il ne saisit pas toute la complexité.
Le malentendu ne fit que s'aggraver au cours des années. Face aux critiques du Corps législatif, à Paris, Napoléon III doit finalement céder et retirer ses troupes. Avec sa petite armée de partisans mexicains, Maximilien tentera, sans succès, de résister.
L'impératrice Charlotte entreprit un voyage dans les capitales européennes lorsqu'elle prit conscience de la gravité de la situation, renforcée par le retrait des troupes françaises, pour tenter, sans succès, d'obtenir un soutien militaire et financier.
Finalement encerclé à Querétaro avec les généraux conservateurs Mejía et Miguel Miramón, l'empereur Maximilien doit se rendre. Peut-être trahi par certains de ses proches, Maximilien fut arrêté, condamné à mort par une cour martiale et exécuté le 19 juin 1867.

## Seconde présidence (1867-1872)

### Restauration de la République

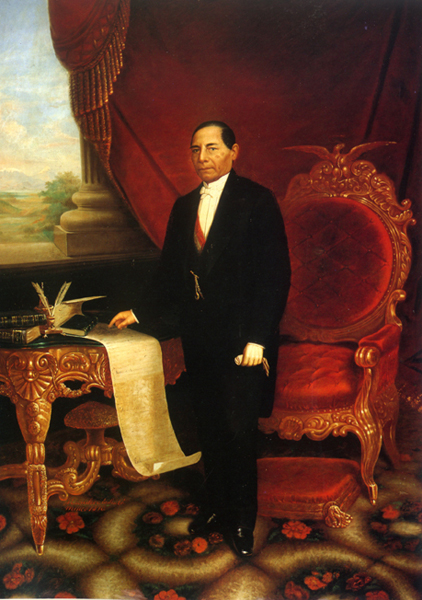
Portrait officiel de Juárez, président de la République.

Menée par la bourgeoisie libérale et par ceux que les lois de la réforme avaient enrichis, une résistance à l'envahisseur s'organisa, couronnée par l'entrée de Benito Juárez dans la capitale, sa réélection comme président en 1867 et l'exécution de Maximilien. Cette nouvelle période se caractérisa par l'autoritarisme du nouveau gouvernement républicain et par de nouvelles difficultés financières.
La perte de l'appui des libéraux, la montée du bandolérisme, contre lequel il créa le Cuerpo de Policía Rural (es) qui perdura dans certains États du pays jusqu'en 1947 et dont la plupart des effectifs, lors de sa création était constitués d'anciens membres des forces armées devenus bandits car licenciés sans indemnisation ainsi que les désordres consécutifs à l'intervention française qui accablaient le pays minèrent les capacités politiques de Juárez. 
Il était franc-maçon, fondateur de la loge Rito Nacional Mexicano, y adoptant le nom symbolique de Guillermo Tell,.
La période qui a suivi le second empire est maintenant connue au Mexique sous le nom de « République restaurée ». La période comprend les dernières années de la présidence de Juárez et, après sa mort en 1872, celle de Sebastián Lerdo de Tejada. Juárez ne quitta pas le pouvoir après la fin de l'intervention française. Il remporta de façon relativement propre l'élection de 1867 et demanda immédiatement et obtint du Congrès des pouvoirs spéciaux lui permettant de gouverner par décret. Bien que cela soit interdit par la constitution de 1857, Juárez se représenta de nouveau pour être réélu en 1871.
Il commença à mettre en place des réformes majeures qui avaient force constitutionnelle à cause de la Constitution de 1857, impossibles à mettre en œuvre à cause de la guerre de la réforme de 1858-1860 et de l'intervention française (1862 – 1867). L'une de ces réformes concernait l'éducation. Une école préparatoire d'élite fut fondée à Mexico en 1868, l'école préparatoire nationale.

### Réformes éducatives et nouvelles infrastructures
Dans cette nouvelle période, Juárez crée deux nouveaux ministères, un pour l'instruction publique et un pour le développement, dirigés respectivement par Francisco Mejía et l'ingénieur Lasz Barcasten. Juárez prévoit également d'éduquer et d'industrialiser le pays, marqué par plusieurs années de guerre civile. Sa politique vise aussi à étendre l'enseignement public gratuit et laïc dans tout le pays avec la construction de centaines d'écoles. À cette époque, la population du Mexique est de sept millions de personnes, dont cinq millions n'ont pas effectués d'études de base et sont en situation de pauvreté. Seuls 800 000 d'entre eux savent lire et écrire. Pour obtenir davantage de ressources financières, Juárez, qui a rétabli la paix au sein du Mexique, licencie 60 000 soldats et négocie le report du paiement de la dette extérieure avec certaines nations comme le Royaume-Uni.
L'éducation des jeunes mexicains est laïque, ce qui constitue à l'époque une catharsis pour l'Église et la pensée qu'elle fournit à la population croyante. Un grand plan national d'alphabétisation est aussi mis en place par le gouvernement. En ce qui concerne les infrastructures, Juárez désire terminer la ligne de chemin de fer entre Veracruz à Mexico avant la fin de son mandat. Son administration parvient à faire installer 5 000 km de lignes télégraphiques en trois ans, avec le soutien d'investisseurs mexicains et étrangers.

### Tensions avec les conservateurs

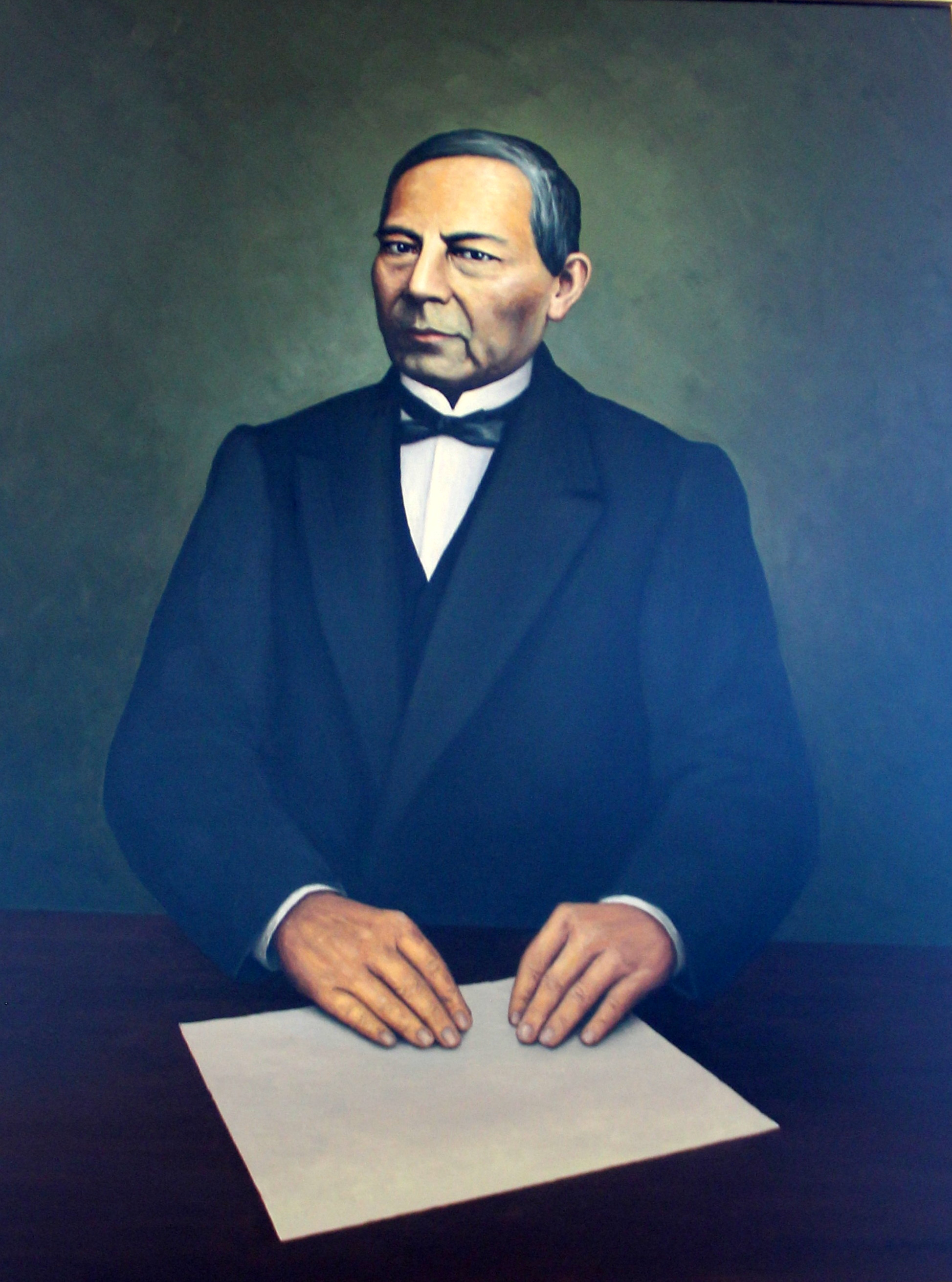
Portrait de Juárez, peint par Salvador Martínez Báez.

Dès 1867, quelque 700 conservateurs, planifient un complot pour renverser Juárez et le remplacer par un président du camp conservateur, ou par un héritier de la famille impériale. Ils se réunissent secrètement dans le temple de San Andrés, où reposée la dépouille de l'ex-empereur Maximilien pendant un certain temps. En février 1868, avec divers rapports de renseignement sur ce qui se passe dans le temple de San Andrés, Juárez décide de le faire démolir avec vingt autres temples de la capitale, dont Saint-Domingue et La Merced, afin de contrecarrer toute menace d'un coup d'État. Ses ministres le préviennent que cette mesure retournerait la population contre lui et les libéraux, mais il ne change pas sa décision, qu'il a méditée pendant plusieurs semaines et affirme la responsabilité historique de cette décision. Il dit à son collaborateur Sebastián Lerdo que le Mexique n'a pas besoin de temples mais d'écoles. Les journaux de l'époque se font l'écho de cette décision et d'une telle action, avec la baisse de popularité qui en a résulte contre le gouvernement.
Peu après, le général Porfirio Díaz, profitant de l'impopularité du pouvoir en place, se rebelle contre Juárez et encourage un soulèvement populaire et général dans diverses régions du pays. Les conservateurs et le clergé se joignent à Díaz contre Juárez. Dans plusieurs villes, plusieurs soulèvements éclatent contre le gouvernement Juárez au cours des années 1868 et 1869. Le pays plonge à nouveau dans un état de quasi-guerre civile. Un groupe de rebelles, dans lesquels se trouve le général José María Patoni, prétend assumer l'intérim de la Présidence de la République, à la place de Juárez, avec comme chef d'État par intérim le président de la Cour suprême, le général Jesús González Ortega. Le gouvernement de Juarez les pourchasse, González Ortega et Patoni se réfugient alors aux États-Unis.

### Réélection et nouvelles contestations

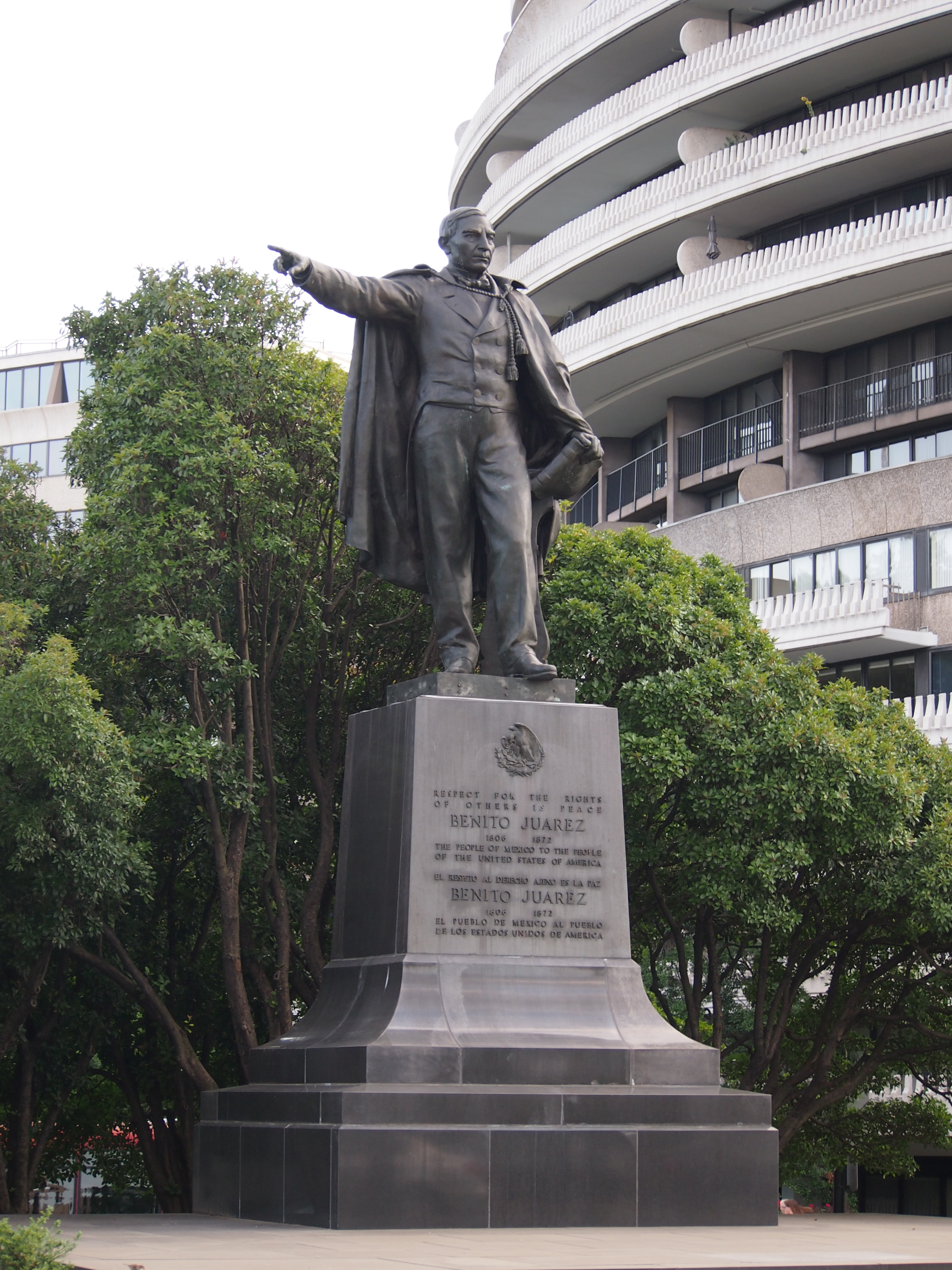
Statue de Benito Juárez, par Enrique Alciati à Washington, D.C.

En 1871, Sebastián Lerdo suggère que Juárez ne se présente pas à la prochaine élection présidentielle, en raison de son état de santé. Juárez lui-même hésite à rester au pouvoir. Lerdo, pensant que le président ne se représentera pas, présente à Juárez sa démission du gouvernement, qu'il accepte. Pendant un certain temps, Lerdo espère occuper la présidence et se déclare candidat à la présidence. De son côté, Juárez est la cible de plusieurs critiques lui reprochant sa politique autoritariste et anti-conservatrice. Beaucoup de ses anciens alliés et amis deviennent de farouches détracteurs. En juillet 1871, les élections générales sont organisées. Sebastián Lerdo et Porfirio Díaz sont tous deux candidats. Finalement, Benito Juárez accepte de participer au scrutin et s'oppose à son ancien ministre et favori. Le 7 octobre 1871, la commission de contrôle rend sa décision finale : Lerdo obtient 2 874 voix électorales, Díaz 3 555 et Juárez 5 837. Il est alors réélu pour un mandat de quatre ans. Cependant, le gouvernement est accusé de fraude électorale.

### Mort
De nouveau élu président (mais seulement par le Congrès) en 1871, Juárez dut affronter de nombreux soulèvements, dirigés principalement par le général Díaz. En 1871, Porfirio Díaz, au cri de sufragio efectivo - no reeleccion (« suffrage effectif - pas de réélection », repris plus tard contre lui par Francisco I. Madero), se souleva contre Juárez, qu'il accusa de fraude et proclama le Plan de la Noria (es) qui donne le départ de la Revolución de la Noria.
Quasiment vaincu, Juárez mourut d'un infarctus au Palais national le 18 juillet 1872. Lui succéda Sebastián Lerdo de Tejada. Avant de terminer son mandat, celui-ci organisa sa réélection au moyen de fraudes massives. Porfirio Diaz reprit les armes et proclama le Plan de Tuxtepec (es) et le principe de la non-réélection. À la fin de 1876, Porfirio Diaz se déclara président ; c'est le début du Porfiriat.

## Hommages

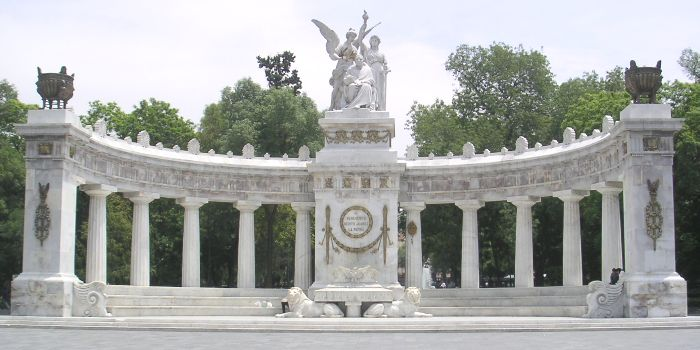
Monument en hommage à Juárez.

Depuis 1888, l'ancienne El Paso del Norte porte le nom de Ciudad Juárez en son honneur. La ville frontalière compte près d'un million et demi d'habitants en 2019.
Benito Juárez a figuré sur les pièces de 10 centavos frappées de 1956 à 1967, sur les pièces de 25 pesos de 1972, sur celles de 50 pesos dans les années 1980. Une série commémorative de 1, 5 et 10 pesos fut éditée en 1957 pour le 100e anniversaire de la constitution libérale. Il a aussi figuré sur plusieurs billets de banque; l'actuel billet de 500 pesos est à son effigie. Il figure aussi sur de nombreuses médailles.